# Сражение при Дулица
Сражението при Дулица е сражение между четата на Вътрешната македонска революционна организация на Харалампи Златанов и сръбски войски от 16 октомври 1925 година.
На 16 октомври 1925 година Харалампи Златанов заедно с още 3 четници – Димитър Медаров, Евтим Клепков и Димитър Иванов, е обграден в родното си село от над 1000 сръбски жандармеристи и войници. Сражението продължава цял ден, като сръбските части използват и две оръдия. Клепков и Иванов загиват, а Харалампи Златанов се самовзривява пред сръбската потеря. Раненият Димитър Медаров успява да се спаси. Сръбските части дават 22 убити и 10 ранени.
Иван Михайлов пише в спомените си следното за сражението: 
| „ | Започва се сражение, което трае отъ б часа сутриньта до седемь часа вечерьта. Сръбскитѣ потери и войска, които се притекли да обсаждатъ четирмата борци, сѫ били къмъ хиляда души. Явило се даже едно конно войнишко отдѣление. Поради непристѫпностьта на мѣстото конницитѣ не сѫ могли да се проявятъ. Действували сѫ въ боя и картечници. Обсаденитѣ сѫ се държали повече отъ юнашки. Тѣ сж дали такъвъ отпоръ, че макаръ полесражението да е било въ сръбски рѫце победата е била на страната на четирмата. | “ |

- Харалампи Златанов
- Димитър Медаров
- Чета на ВМРО, Харалампи Златанов, легнал вляво